# Thomas Hamilton (mördare)
Thomas Hamilton, född Thomas Watt, Jr. den 10 maj 1952 i Glasgow, död 13 mars 1996 i Dunblane, var en skotsk massmördare.
Hamilton arbetade under en period som butiksinnehavare och hade under en period varit scoutledare för ungdomar i sin hemtrakt kring Dunblane i Skottland. Han hade även undervisat i gymnastik. Den 13 mars 1996 öppnade han eld i gymnastiksalen på Dunblane Primary School i staden. 16 barn och en lärare dödades, medan 10 barn skadades. Hamilton begick därefter självmord. Efter dådet inleddes en intensiv debatt om Storbritanniens vapenlagar.